# Sokoban
Sokoban (čuvar skladišta) je tip pomerajućih slagalica, u kom igrač pomera kutije gurajući ih u okviru skladišta, sa ciljem da ih postavi na obeležene lokacije. Ova igra je uglavnom implementirana u vidu video-igre. Napravljena je 1981. godine od strane Hirojuki Imabašija, i objavljena 1982. godine od strane "Thinking Rabbit" softverske kompanije u Takarazuki, u Japanu.

## Pravila
Igra se igra na tabli podeljenoj na kvadrate, pri čemu svaki kvadrat predstavlja pod ili zid. Neka polja predstavljaju kutije, a neka polja su označena kao lokacije na koje treba pomeriti kutije. Igrač je vezan za tablu, i može da se pomera samo horizontalno i vertikalno na prazna polja, što znači da ne može da se pomera kroz zidove ili druge kutije. Igrač može da gura kutiju, polje po polje. Kutije se ne mogu vući, i ne mogu da se guraju u druge kutije ili zidove. Igra je završena kada se sve kutije nalaze na obeleženim lokacijama.

## Zvanične verzije Sokobana

### Verzije objavljene od strane "Thinking Rabbit"
- Sokoban (1982) (NEC PC-8801) sa 20 nivoa.
- Sokoban 2 (1984) (NEC PC-8801) sa 50 nivoa.
- Sokoban Perfect (1989) (NEC PC-9801) sa 306 nivoa.
- Sokoban Revenge (1991) (NEC PC-9801) sa 306 nivoa.
- Sokoban Perfect Plus (2015) (Microsoft Windows) sa 200 nivoa.

### Verzija objavljena od strane "Spectrum Holobyte"
- Soko-Ban (1988) (DOS) sa 50 nivoa.

Sokoban je objavljen 1988. godine u Sjedinjenim američkim državama od strane "Spectrum Holobyte" za komodor 64, IBM PC i Apple II verzije kao "Soko-Ban". Recenzija časopisa "Computer Gaming World" iz 1998. godine opisala je igru kao jednostavnu, igrivu i mentalno izazovnu, ističući njene zavisne sposobnosti. U 132. broju časopisa "Dragon" iy 1998. godine, u kolumni "uloga kompjutera" ocenjena je sa 4.5 od 5 mogućih zvezdica.

## Implementacije Sokobana
Sokoban je implementiran na mnogim kompjuterskim platformama, uključujući skoro sve kućne računare i lične računarske sisteme. Postoje verzije i za neke konzole za video-igre, mobilne telefone, grafičke digitrone i digitalne kamere.

## Naučna istraživanja
Sokoban se može koristiti za učenje teorije kompleksnosti računanja. Dokazano je da se rešavanje Sokoban igre može obaviti u polinomijalnom vremenu. Ovo je interesantno naučnicima koji se bave veštačkom inteligencijom, jer se rešavanje Sokobana može uporediti sa automatizovanim planiranjem koje vrši robot koji pomera kutije u skladištu.
Sokoban je komplikovan ne samo zbog faktora grananja (zbog čega se može uporediti sa šahom), ali takođe poseduje i osobinu kompleksne dubine stabla pretrage. Neki nivoi mogu biti produženi neograničeno, pri čemu svaka iteracija zahteva eksponencijalni rast broja poteza i guranja. Izvežbani igrači se uglavnom oslanjaju na heuristiku; sposobni su da brzo eliminišu suvišne poteze, i prepoznaju šablone i podciljeve, čime drastično smanjuju broj pretraga.
Neke Sokoban varijacije se mogu rešiti automatski korišćenjem jednoagentnog algoritma za pretragu, kao što je IDA, poboljšan pomoću par tehnika koje koriste domenski specifično znanje. Ovaj metod koristi Rolling Stone, rešenje osmišljeno od strane Univerziteta u Alberti. Kompleksni nivoi su isuviše daleko čak i za najbolje mašine.

## Varijante
Postoje određene igre koje se mogu smatrati varijacijama originalne Sokoban igre, u smislu da u svima postoji karakter kontrolisan od strane igrača, koji pomera kutije u okviru zadatog polja.
Alternativna polja: u standardnoj verziji, polja su kvadratnog oblika, međutim postoje igre poput "Heksoban"-a, koje koriste šestougle za polja, i "Trioban"-a, koje koristi jednakostranične trouglove.
Alternativni karakteri: u varijantama "Multiban" i "Interlock" igrač može da kontroliše više karaktera. U nekim verzijama glavni karakter je mali buldožer.
Alternativni ciljevi: u nekim varijacijama menjaju se ciljevi koji označavaju kraj nivoa. U "Block-o-Mania" kutije su različitih boja, i cilj je da se postave na polja koja su iste boje kao i kutije. "Sokomind Plus" implementira sličnu ideju, sa kutijama i ciljnim poljima označenim istim brojem. U igrama "Interlock" i "Sokolor", kutije su različitih boja, i cilj je pomeriti ih tako da su kutije sličnih boja smeštene jedna do druge. U "Cyberbox", svaki nivo ima određeni kvadrat koji označava izlaz, i cilj je da se dođe do izlaza. U varijantama "Beanstalk", elementi nivoa moraju biti smešteni u određenoj sekvenci.
Dodatni elementi igre: u igrama "Sokonex", "Xsok", "Cyberbox" i "Block-o-Mania" dodati su novi elementim kao što su rupe, teleporti, kutije koje se pomeraju, i jednosmerni prolazi.
Akcije karaktera: u "Pukoban", karakter može da vuče kutije.
Obrnuta verzija: igrač rešava igru unazad, od kraja do inicijalne pozicije tako što vuče umesto da gura kutije. Standardne "Sokoban" igre se mogu igrati unazad, i tako dobijena rešenja se mogu pretvoriti u rešenja standardne igre. Na taj način, obrnuta verzija može pomoći u rešavanju standardnih "Sokoban" pazli. Obrnuta verzija je dostupna i u "Sokoban YASC" i "Sokofan".

## Literatura
1. Wagner, Roy (May 1988). "Puzzling Encounters". Computer|Gaming World: 42–43.
2. Lesser, Hartley; Lesser, Patricia; Lesser, Kirk (April 1988). "The Role of Computers". Dragon (132): 80–85.
3. M. Fryers and M.T. Greene (1995). "Sokoban". Eureka (54).
4. Joseph C. Culberson, Sokoban is PSPACE-complete. Technical Report TR 97-02, Dept. of Computing Science, University of Alberta, 1997.
5. David Holland and Yaron Shoham, "Theoretical analysis on Picokosmos 17"

## Spoljašnje veze
- Sokoban wiki
- Zvanični Sokoban sajt